# Markos Vellidis
Michalis Vellidis (Kastoriá, 4 de abril de 1987) es un futbolista griego. Juega de Portero en el Aris Salónica F. C. de la Super Liga de Grecia de Grecia. 

## Clubes
| Club                   | País   | Año       |
| ---------------------- | ------ | --------- |
| Panathinaikos FC       | Grecia | 2005-2008 |
| Koropi F.C. (cedido)   | Grecia | 2006-2007 |
| Diagoras F.C. (cedido) | Grecia | 2007-2008 |
| Diagoras F.C.          | Grecia | 2008-2010 |
| Aris Salónica F. C.    | Grecia | 2010-2013 |
| PAS Giannina           | Grecia | 2013-     |